# Saur-Sojasun/Saison 2010
Dieser Artikel listet Erfolge und Mannschaft des Radsportteams Saur-Sojasun in der Saison 2010 auf.

## Saison 2010

### Erfolge in der UCI Europe Tour
In den Rennen der Saison 2010 der UCI Europe Tour gelangen die nachstehenden Erfolge.
| Datum             | Rennen                                              | Kat. | Fahrer                |
| ----------------- | --------------------------------------------------- | ---- | --------------------- |
| 31. Januar        | Grand Prix de la Marseillaise                       | 1.1  | Jonathan Hivert       |
| 14. Februar       | 1. Etappe Tour of Oman                              | 2.1  | Jimmy Casper          |
| 20. März          | Classic Loire Atlantique                            | 1.2  | Laurent Mangel        |
| 24. März          | 4. Etappe Tour de Normandie                         | 2.2  | Jimmy Casper          |
| 13. Mai           | 1. Etappe Rhône-Alpes Isère Tour                    | 2.2  | Jérôme Coppel         |
| 13.–16. Mai       | Gesamtwertung Rhône-Alpes Isère Tour                | 2.2  | Jérôme Coppel         |
| 16. Mai           | 3. Etappe Tour de Picardie                          | 2.1  | Jimmy Casper          |
| 28. Mai           | 3. Etappe Belgien-Rundfahrt                         | 2.HC | Jimmy Casper          |
| 2. Juni           | Prolog Luxemburg-Rundfahrt (EZF)                    | 2.HC | Jimmy Engoulvent      |
| 13. Juni          | Val d’Ille U Classic 35                             | 1.2  | Jimmy Casper          |
| 17. Juni          | Prolog Boucles de la Mayenne                        | 2.2  | Jimmy Engoulvent      |
| 18. Juni          | 1. Etappe Boucles de la Mayenne                     | 2.2  | Laurent Mangel        |
| 17.–20. Juni      | Gesamtwertung Boucles de la Mayenne                 | 2.2  | Jérémie Galland       |
| 27. Juli          | 4. Etappe Tour de Wallonie                          | 2.HC | Laurent Mangel        |
| 27. Juli          | Prolog Tour Alsace                                  | 2.2  | Mannschaftszeitfahren |
| 28. Juli          | 1. Etappe Tour Alsace                               | 2.2  | Cyril Bessy           |
| 4. August         | Prolog Volta a Portugal                             | 2.1  | Jimmy Engoulvent      |
| 7. August         | 3. Etappe Volta a Portugal                          | 2.1  | Jimmy Casper          |
| 11. August        | 1. Etappe Tour de l’Ain                             | 2.1  | Stéphane Poulhies     |
| 17. August        | 1. Etappe Tour du Limousin                          | 2.1  | Jérémie Galland       |
| 26. August        | 3. Etappe Tour du Poitou Charentes                  | 2.1  | Jimmy Engoulvent      |
| 27. August        | 5. Etappe Tour du Poitou Charentes                  | 2.1  | Jimmy Casper          |
| 24.–27. August    | Gesamtwertung Tour du Poitou Charentes              | 2.1  | Jimmy Engoulvent      |
| 5. September      | Tour du Doubs                                       | 1.1  | Jérôme Coppel         |
| 25. September     | 1. Etappe Tour du Gévaudan Languedoc-Roussillon     | 2.2  | Guillaume Levarlet    |
| 26. September     | 2. Etappe Tour du Gévaudan Languedoc-Roussillon     | 2.2  | Jérôme Coppel         |
| 24.–26. September | Gesamtwertung Tour du Gévaudan Languedoc-Roussillon | 2.2  | Jérôme Coppel         |

### Abgänge-Zugänge
| Zugänge            | Team 2009             | Abgänge         | Team 2010       |
| ------------------ | --------------------- | --------------- | --------------- |
| Stéphane Poulhies  | Ag2r La Mondiale      | Florian Morizot | BigMat-Auber 93 |
| Rony Martias       | Bbox Bouygues Télécom | Benoît Sinner   | Team Bonnat 91  |
| Jérôme Coppel      | Française des Jeux    |                 |                 |
| Sébastien Joly     | Française des Jeux    |                 |                 |
| Guillaume Levarlet | Française des Jeux    |                 |                 |
| Jonathan Hivert    | Skil-Shimano          |                 |                 |
| Cyril Lemoine      | Skil-Shimano          |                 |                 |
| Anthony Delaplace  | Neoprofi              |                 |                 |

### Mannschaft
| Name               | Geburtstag         | Nationalität |              |
| ------------------ | ------------------ | ------------ | ------------ |
| Cyril Bessy        | 29. Mai 1986       | Frankreich   |              |
| Jimmy Casper       | 28. Mai 1978       | Frankreich   |              |
| Jérôme Coppel      | 6. August 1986     | Frankreich   |              |
| Cédric Coutouly    | 16. Januar 1980    | Frankreich   |              |
| Anthony Delaplace  | 11. September 1989 | Frankreich   |              |
| Jimmy Engoulvent   | 7. Dezember 1979   | Frankreich   |              |
| Jérémie Galland    | 8. April 1983      | Frankreich   |              |
| Jonathan Hivert    | 23. März 1985      | Frankreich   |              |
| Fabrice Jeandesboz | 4. Dezember 1984   | Frankreich   |              |
| Sébastien Joly     | 25. Juni 1979      | Frankreich   |              |
| Cyril Lemoine      | 3. März 1983       | Frankreich   |              |
| Guillaume Levarlet | 25. Juli 1985      | Frankreich   |              |
| Laurent Mangel     | 22. Mai 1981       | Frankreich   |              |
| Jean-Marc Marino   | 15. August 1983    | Frankreich   |              |
| Rony Martias       | 4. August 1980     | Frankreich   |              |
| Romain Mathéou     | 8. November 1988   | Frankreich   |              |
| Stéphane Poulhies  | 26. Juni 1985      | Frankreich   |              |
| Julien Simon       | 4. Oktober 1985    | Frankreich   |              |
| Yannick Talabardon | 6. Juli 1981       | Frankreich   |              |
| Stagiaires         | Stagiaires         | Nationalität | Nationalität |
| Christophe Laborie | Christophe Laborie | Frankreich   |              |
| Paul Poux          | Paul Poux          | Frankreich   |              |
| Étienne Tortelier  | Étienne Tortelier  | Frankreich   |              |